# Jean-Émile Anizan

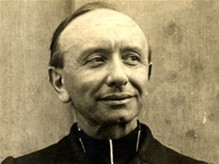
Jean-Émile Anizan

Jean-Émile Anizan (Artenay, 6 gennaio 1853 – Parigi, 1º maggio 1928) è stato un presbitero francese, fondatore delle congregazioni dei Figli e delle Ausiliatrici della carità.

## Biografia
Figlio di un medico, decise di entrare nello stato ecclesiastico e, compiuti gli studi teologici e filosofici nel seminario di Issy, fu ordinato prete il 22 dicembre 1877. Iniziò il suo ministero sacerdotale come vicario nei sobborghi operai di Orléans (Olivet, Saint-Laurent).
Nel 1886 abbracciò la vita religiosa tra i fratelli di San Vincenzo de' Paoli, dei quali fu eletto assistente nel 1895 e superiore generale nel 1907.
Fu presidente dell'Union des œuvres ouvrières catholiques de France; sostenne la creazione dei Cheminots Catholiques e dell'Œuvre des Forains; contribuì alla formazione dei primi sindacati operai cattolici in Francia.
Accusato di modernismo, nel 1914 fu deposto da papa Pio X dalla carica di superiore generale della congregazione.
Partecipò alla prima guerra mondiale come cappellano militare e nel 1916 il cardinale Léon-Adolphe Amette, arcivescovo di Parigi, gli affidò la parrocchia di Notre-Dame Auxiliatrice di Clichy.
Riunì una comunità di sacerdoti desiderosi di porsi al servizio dei poveri e dei lavoratori e nel 1918, con l'approvazione di papa Benedetto XV, fondò la congregazione dei Figli della carità; nel 1926 diede inizio anche alla congregazione femminile delle Ausiliatrici della carità.